# Élections législatives de 1885 dans la Vienne
Les élections législatives de 1885 ont eu lieu les 4 et 18 octobre.

## Députés élus
|   | Député élu                            |  | Groupe parlementaire |
| - | ------------------------------------- |  | -------------------- |
| 1 | Gusman Serph                          |  | Union conservatrice  |
| 2 | François Lecointre                    |  | Droite royaliste     |
| 3 | François Pain                         |  | Appel au peuple      |
| 4 | Jean-Marie Georges Girard de Soubeyra |  | Appel au peuple      |
| 5 | Adrien Creuzé                         |  | Droite royaliste     |

## Résultat départemental

### Moyenne par liste
| Listes         | Listes              | Premier tour | Premier tour | Sièges |
| Listes         | Listes              | Voix         | %            | Sièges |
| -------------- | ------------------- | ------------ | ------------ | ------ |
|                | Liste conservatrice | 42 761       | 51,80        | 5      |
|                | Liste républicaine  | 38 843       | 47,06        | 0      |
|                | Liste socialiste    | 482          | 0,58         | 0      |
|                | Divers              | 118          | 0,14         | 0      |
|                |                     |              |              |        |
| Inscrits       | Inscrits            | 101 883      | 100,00       | 5      |
| Votants        | Votants             | 82 919       | 81,39        |        |
| Abstention     | Abstention          | 18 964       | 18,61        |        |
| Blancs et nuls | Blancs et nuls      | 376          | 0,45         |        |
| Exprimés       | Exprimés            | 82 543       | 99,55        |        |

### Par candidats
| Candidat       | Candidat                              | Tendance                 | Premier tour | Premier tour |
| Candidat       | Candidat                              | Tendance                 | Voix         | %            |
| -------------- | ------------------------------------- | ------------------------ | ------------ | ------------ |
|                | Gusman Serph                          | Centre droit             | 42 962       | 52,05        |
|                | François Lecointre                    | Monarchiste              | 42 774       | 51,82        |
|                | François Pain                         | Bonapartiste             | 42 763       | 51,81        |
|                | Jean-Marie Georges Girard de Soubeyra | Bonapartiste             | 42 756       | 51,80        |
|                | Adrien Creuzé                         | Monarchiste              | 42 549       | 51,55        |
|                |                                       |                          |              |              |
|                | Alfred Hérault                        | Républicain conservateur | 39 293       | 47,60        |
|                | Maurice Demarçay                      | Républicain modéré       | 39 435       | 47,78        |
|                | Thézard                               | Républicain modéré       | 39 293       | 47,60        |
|                | Camille Bazille                       | Républicain modéré       | 38 366       | 46,48        |
|                | Albert Nivert                         | Républicain modéré       | 37 828       | 45,83        |
|                |                                       |                          |              |              |
|                | Jeoffrin                              | Socialiste               | 586          | 0,71         |
|                | Garnier                               | Socialiste               | 506          | 0,61         |
|                | Paulard                               | Socialiste               | 461          | 0,56         |
|                | Morton                                | Socialiste               | 437          | 0,53         |
|                | Montas                                | Socialiste               | 422          | 0,51         |
|                |                                       |                          |              |              |
|                | Divers                                | Divers                   | 118          | 0,14         |
|                |                                       |                          |              |              |
| Inscrits       | Inscrits                              | Inscrits                 | 101 883      | 100,00       |
| Votants        | Votants                               | Votants                  | 82 919       | 81,39        |
| Abstention     | Abstention                            | Abstention               | 18 964       | 18,61        |
| Blancs et nuls | Blancs et nuls                        | Blancs et nuls           | 376          | 0,45         |
| Exprimés       | Exprimés                              | Exprimés                 | 82 543       | 99,55        |